# Pierre de la Ramée
Pierre de la Ramée (ou Petrus Ramus, aportuguesado como Pedro de la Ramée[carece de fontes?] ou Pedro Ramo; (Cuts, 1515 – 26 de agosto de 1572) foi um lógico, humanista e reformador educacional francês, membro de uma família nobre, mas empobrecida: seu pai era fazendeiro e o pai de seu avô carvoeiro.  
Foi morto durante o massacre da noite de São Bartolomeu.

## Biografia
Proveniente de uma família pobre, à custa de grandes sacrifícios ganhou o título de Mestre em Artes em 1536 pela Faculdade de Navarra, em Paris, com uma dissertação que questiona os métodos da lógica de Aristóteles. Esta dissertação provocou reações hostis no ambiente acadêmico parisiense, tradicionalmente aristotélico.
Continuou publicando textos com o mesmo teor em 1543 e 1553, o que provocou a indignação de seus professores a ponto de o próprio rei Francisco I proibi-o de ensinar na Universidade em Paris.  Vê-se forçado a ensinar em particular até que Henrique II, em 1551, revoga as queixas de seu antecessor e lhe atribui a cátedra de filosofia e retórica no Colégio de França, mas a hostilidade de seus colegas o força a abandonar seus ensinos novamente e a ir procurar hospitalidade junto ao Príncipe de Condé.
Em 1561 ele adere abertamente ao calvinismo e escapa das ocorrências de hostilidade e turbulência acadêmica e religiosa que acontecia em Paris com longas viagens a Genebra, Lausanne e Heidelberg. Em 1570, durante uma calmaria dos conflitos religiosos, de volta para ensinar em Paris, é surpreendido e morto pelos assassinos contratados pelo católico Duque de Guise, na famosa e trágica matança de huguenotes conhecida como Noite de São Bartolomeu.

## Obras

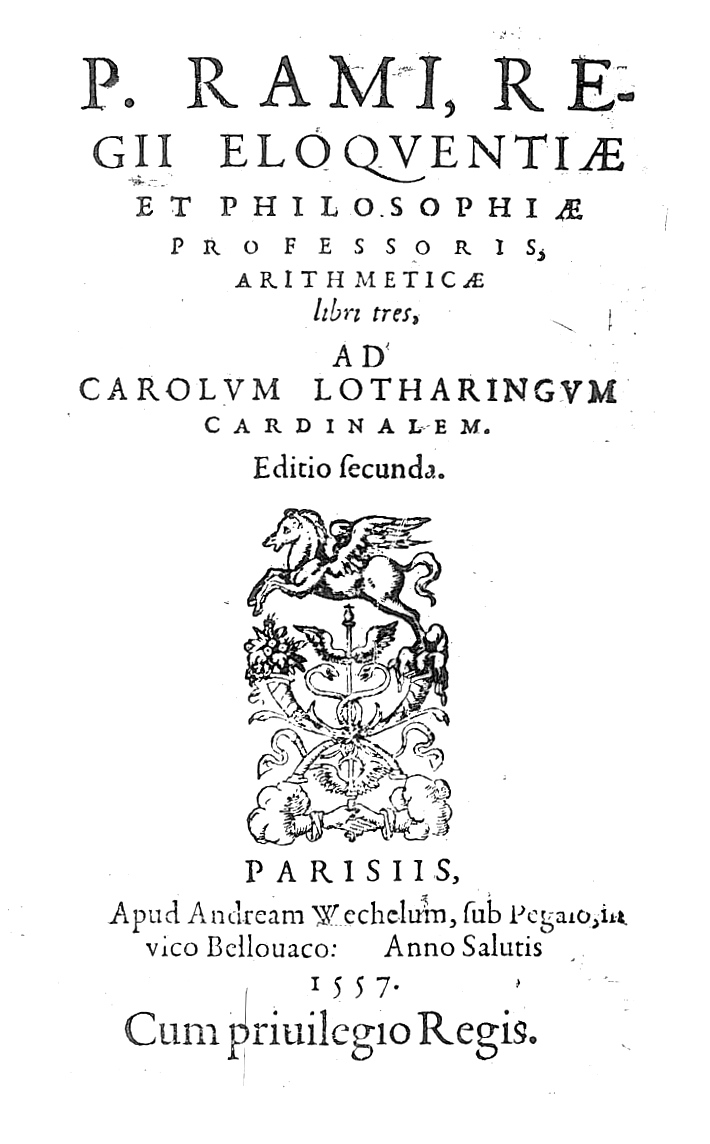
Arithmeticae libri tres, 1557

O problema que coloca é o do estabelecimento de um novo método dialético, considerando como insuficientes os métodos escolástico e aristotélico. Seu método – a arte do raciocínio – compõe-se de invenção, que são os tópicos de pesquisa para resolver um problema particular, e a mão, da mesma forma eficaz, de acordo com uma sucessão racional.
Como o pensamento é formado exatamente como a linguagem, espontaneamente, e não seguindo regras externas impostas artificialmente, uma vez que responde a uma lei natural que é única e válida para qualquer assunto, é uma questão de estudar morfologia e sintaxe das línguas, e para este propósito ele estudou francês, latim e grego.
O seu método foi imposto na Universidade de Cambridge desde 1580 e, devido à sua natureza antiaristotélica, favoreceu a retomada dos estudos platônicos, e é, em geral, a base do desenvolvimento do Racionalismo na França.
Ele publicou cinquenta obras em vida e nove apareceram após sua morte. Eis as mais importantes:
- Aristotelicae Animadversiones (1543)
- Brutinae questiones (1547)
- Rhetoricae distinctiones in Quintilianum (1549)
- Dialectique (reprinted and modified in 1550 and 1556)
- Arithmétique (1555)
- De moribus veterum Gallorum (Paris, 1559; 2ª ed., Basel, 1572)
- De militia C.J. Cæsaris
- Advertissement sur la réformation de l'université de Paris, au Roy, Paris (1562)
- Três gramáticas: Grammatica latina (1548), Grammatica Graeca (1560), Grammaire Française (1562)
- Scolae physicae, metaphysicae, mathematicae (1565, 1566, 1578)
- Prooemium mathematicum (Paris, 1567)
- Scholarum mathematicarum libri unus et triginta (Basel, 1569; sua obra mais famosa)
- Commentariorum de religione christiana (Frankfurt, 1576)